# Economia del Canadà

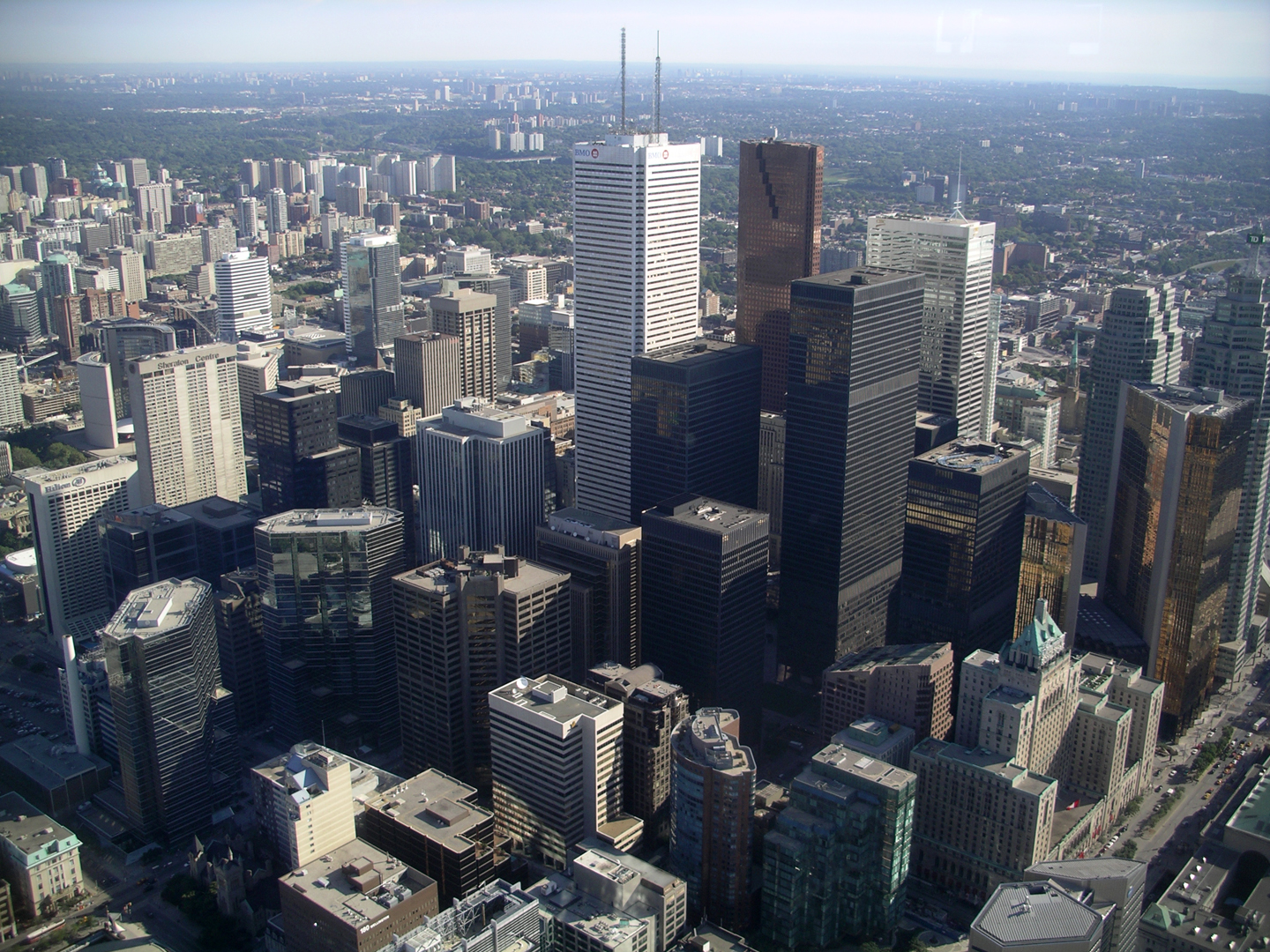
Toronto, centre financer del país.

Com a societat rica amb una indústria d'alta tecnologia, i amb una economia amb un PIB superior al bilió de dòlars, el del Canadà s'assembla al sistema econòmic de mercat dels Estats Units i al seu patró de producció. Des de la Segona Guerra Mundial, l'impressionant creixement de la manufactura, la mineria i el sector dels serveis ha fet evolucionar la nació d'una economia rural a una de principalment industrial i urbana. El Tractat de Lliure Comerç amb els Estats Units, que es va signar el 1989, i després la creació del NAFTA que inclou Mèxic, ha produït un sorprenent increment en el comerç i una major integració econòmica amb els Estats Units. Atès que gaudeix de nombrosos recursos naturals, d'una mà d'obra capacitada, i de capital modern, el Canadà té una economia sòlida. Amb una administració fiscal també sòlida, el Canadà ha produït un superàvit del pressupost i ha reduït substancialment el deute nacional, encara que un repte nou és l'administració dels costos creixents del sistema de sanitat públic. Les exportacions representen un terç del PIB. Com Mèxic, el Canadà gaudeix d'un superàvit comercial amb els Estats Units, el qual consumeix més del 85% de llurs exportacions.
- La federació canadenca

Encara que històricament el Canadà ha estat políticament dividit entre les àrees francòfones i angloparlants, el liberalisme i un reduït interès en la secessió han redefinit la política francòfona del nou segle. Aquest canvi ha minvat la tensió, i la possibilitat d'una divisió o separació de la federació ja no és una preocupació nacional.
Amb l'increment dels preus del petroli el 2004 i 2005, hi ha hagut una transformació econòmica: s'espera que les províncies de la Colúmbia Britànica, Alberta i Saskatchewan tinguin històrics superàvits en llurs pressupostos, la qual cosa ha provocat que l'Ontario i Quebec hagin expressat la voluntat de contribuir amb menys percentatge d'impostos que la resta de les províncies. Alberta, per exemple, espera tenir un superàvit de 8.000 milions de dòlar canadenc/dòlars canadencs, els quals, Ontario i Quebec demanen que es destinin al sistema federal per tal que aquestes dues províncies contribueixen amb menys impostos per a la federació.

## Canadà i el NAFTA
La relació del Canadà amb els Estats Units és un tema important pels canadencs del segle xxi. Encara que l'anomenada "fugida de cervells" ha disminuït per la recessió dels Estats Units del 2001, el mercat laboral canadenc també en va estar afectat. Les disputes sobre les tarifes, l'acció multi-lateral i les noves lleis liberals canadenques (com ara el matrimoni homosexual, la immigració oberta, i l'ús mèdic de la marijuana) han creat tensions en les relacions entre ambdós països.
Malgrat aquestes diferències, els Estats Units són el seu principal soci comercial: en comparació, el 1999, el comerç estatunidenc amb el Canadà va superar al comerç de totes les nacions de Llatinoamèrica amb els Estats Units. Les exportacions nord-americanes al Canadà superen les exportacions cap a tots els membres de la Unió Europea. El comerç bilateral del pont Ambassador entre Michigan i l'Ontario és de la mateixa grandària que les exportacions totals dels Estats Units al Japó.
El comerç amb els Estats Units es va incrementar un 40% des de la signatura del NAFTA. Com el seu soci comercial, Mèxic, el 85% de les seves exportacions estan dirigides als Estats Units. Ambdues fronteres, Canadà-Estats Units i Mèxic-Estats Units, són les més transitades del món. El NAFTA, però, ha provocat una integració major entre aquests dos països i els Estats Units, però, la integració entre el Canadà i Mèxic ha estat molt més lenta, i el comerç no ha crescut en la mateixa proporció que el comerç amb els Estats Units. Així i tot, el govern canadenc té un programa de feina agrícola temporal per a mexicans, i, com a part de la seva política migratòria oberta, té un programa de contractació laboral i residència immediata per als mexicans amb llicenciatures en professions específiques com ara enginyeria i administració.
Canadà és el principal exportador d'energia als Estats Units, incloent-se petroli, gas natural, urani i energia elèctrica.

## Canadà i el CETA
L'Acord Econòmic i Comercial Global, AECG, més conegut per l'abreviatura CETA per la seva denominació en anglès, és un acord de lliure comerç que actualment es troba a nivell de la negociació, entre el Canadà i la Unió Europea. La ratificació de tots els Estats membres de la UE és necessària i està en disputa. Si s'aprova, l'acord eliminarà al voltant del 98% dels aranzels entre les dues parts. El mandat de partida per a la negociació del CETA mai no ha estat públic, però sembla que el del TTIP va estar basat en ell, o fins i tot podia ser-ne una còpia. Sí se sap que gairebé tots els punts tractats al TTIP hi són també al CETA.

## Qualitat de vida
El Canadà té una posició molt elevada en els rankings internacionals de qualitat de vida. Ocupa la cinquena posició en IDH del món, la sisena en l'índex de sosteniment ambiental i la dotzena en transparència. La ciutat de Vancouver ha estat catalogada com la segona millor ciutat per a viure del món. A més, el salari mínim al Canadà és un dels més alts del món.